# 미야마정 (미에현)
미야마정(海山町)은 미에현 기타무로군에 설치되었던 정이다. 미에현 남부에 위치했고, 히가시키슈지역에 포함됐었다.
2005년 10월 11일, 인접한 기이나가시마정과 합병해 가호쿠정이 성립해, 자치체로서의 미야마정은 폐지되었다. 합병 특례법에서 정해진 지역 자치구 제도를 도입하여 기호쿠초 카이잔구가 설치되었지만, 2016년 3월 31일에 지역 자치구는 폐지되었다.
세계유산으로 등록되어 있는 구마노 옛길은 가이야마 정역에도 존재했다.

## 역사
- 1954년 8월 1일 - 히키모토촌, 오가정, 후나즈촌, 가쓰라기촌이 합병해 성립하였다.
- 2005년 10월 11일 - 기이나가시마정과 합병해 가호쿠정이 성립하였다. 동일 미야마정은 폐지되었다.

## 교통

### 철도
- 도카이 여객철도
  - 기세이 본선

### 도로
- 국도 제42호선